# 平原斑馬
平原斑馬（學名：Equus quagga）又名普通斑马，是东非和南非大草原上分布最廣的一種斑馬。其分布范围从埃塞俄比亚南部直到非洲东部，往南至安哥拉和南非东部。平原斑马在动物保护区中仍十分普遍，但受人类活动如狩猎等威胁，其以往的栖息地亦被侵犯。

## 分類

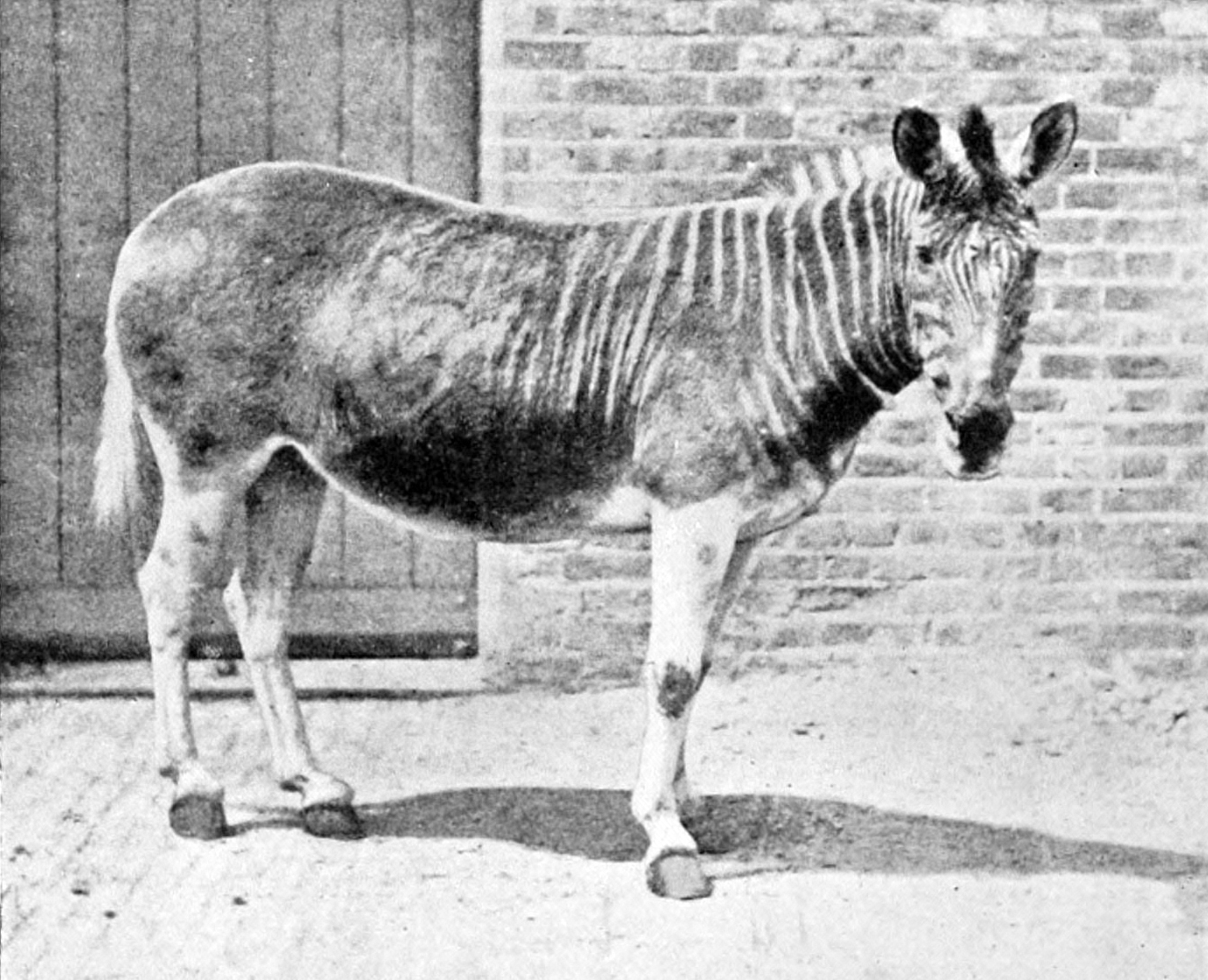
斑驢

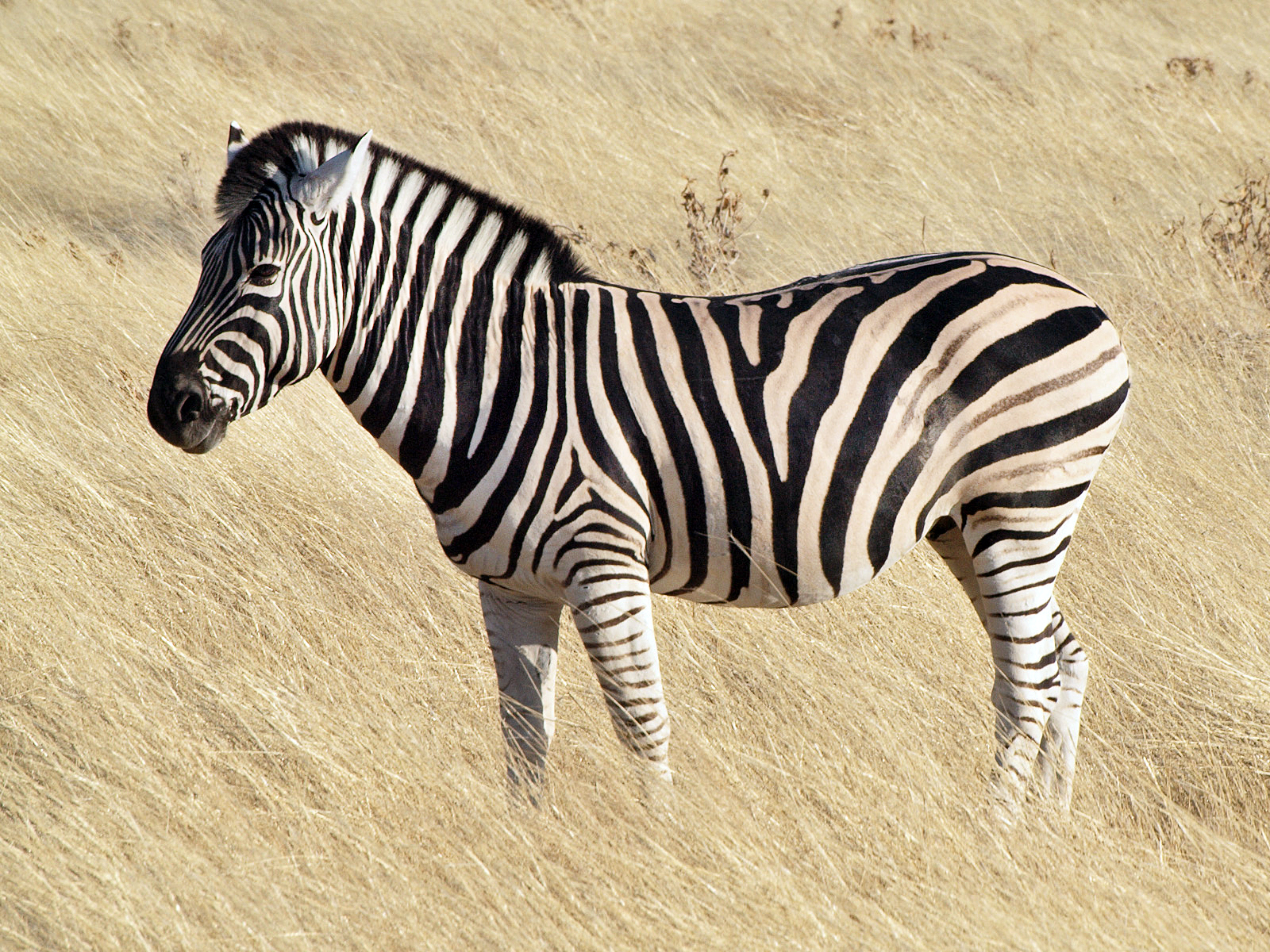
布氏斑馬，拍攝於納米比亞的Etosha國家公園

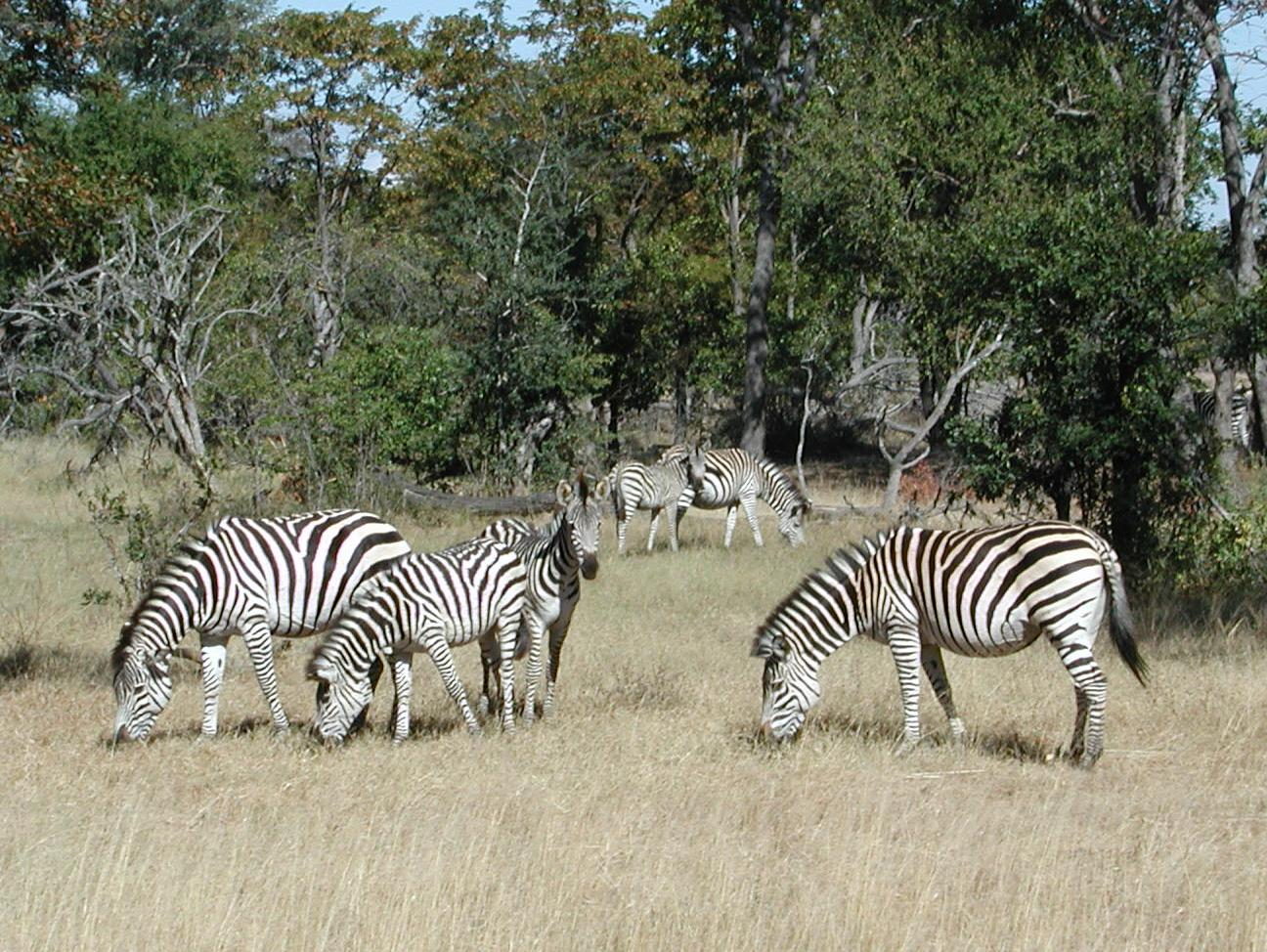
格蘭特氏斑馬

和山斑馬一樣，平原斑馬是斑馬亞屬（Hippotigris）中的一員，而與其近似的細紋斑馬則是細紋斑馬亞屬（Dolichohippus）中唯一的成員。就體態而言，前兩者像馬，後者則像驢。雖然如此，DNA及分子生物學的數據顯示，斑馬有其獨立的起源，但和馬與驢同屬馬科馬屬。在肯亞及衣索比亞的一些地區，平原斑馬經常跟細紋斑馬共享同一塊土地。

### 亞種
平原斑馬目前已經確認擁有六個亞種，而隨著1883年斑驢絕滅後，現今只剩下五個亞種存活於世。1958年，生物學家在索馬利亞一帶發現可能是第七個平原斑馬的亞種：Equus quagga isabella。這個亞種可能是有效的，但目前尚無更多證據能夠證明其為平原斑馬的亞種。
以下是當今已被確認的亞種：
- 斑驢  † – Boddaert, 1785
- 布氏斑马  - Gray, 1824
- 格蘭特氏斑馬  – Matschie, 1892
- 社氏斑马  – Lönnberg, 1921
- 辑氏斑马  - Layard, 1865
- 克氏斑马  – De Winton, 1896

已經滅絕的亞種斑驢最初在1778年被認為是一支獨立的物種，學名為 。在接下來的50年之間，許多生物學家和探險家陸陸續續地對許多斑馬做出描述。牠們最初被歸類為斑馬的「物種」，但透過分類學家更深入的研究後發現，有絕大多數都是平原斑馬和山斑馬的「亞種」。斑驢是史上第一個受到DNA研究的已絕滅動物，而史密森尼學會（Smithsonian Institution）最近一次的基因研究結果證明，斑驢並不是一支獨立的物種，而是平原斑馬的亞種，但其基因在29～12萬年前和平原斑馬產生了些微偏離。史密森尼學會表示，斑驢的學名應該改為 。但是為了符合雙名法的規則，學者們進一步將學名改為現在所使用的 。
值得一提的是，亞種布氏斑馬有一段時間被認為因人類過度捕獵而絕滅，但其實不然。因為2004年由格羅夫斯（Groves）和貝爾（Bell）兩名學者的研究著作顯示，布氏斑馬現今仍在南非的誇祖魯-納塔爾省（KwaZulu-Natal）一帶生活著。

## 身體特徵
平原斑馬體型中等規模，腿相對較短。雄性和雌性的肩高均为1.4米，长度约2.3米，体重约220-322公斤。雄性的重量超过雌性10％。
像所有的斑马，它们的身体为黑色和白色条纹，并且没有两个完全相同的个体。它们也有黑色或深色鼻口。身体的前部为垂直条纹，向后部逐渐过渡为水平条纹。北部品种条纹更窄一些，南部品种腹部、腿部和臀部条纹数目更少一些。南部品种在白色和黑色条纹中间间杂褐色条纹，而北部品种则没有或者很少。

## 生態及行為

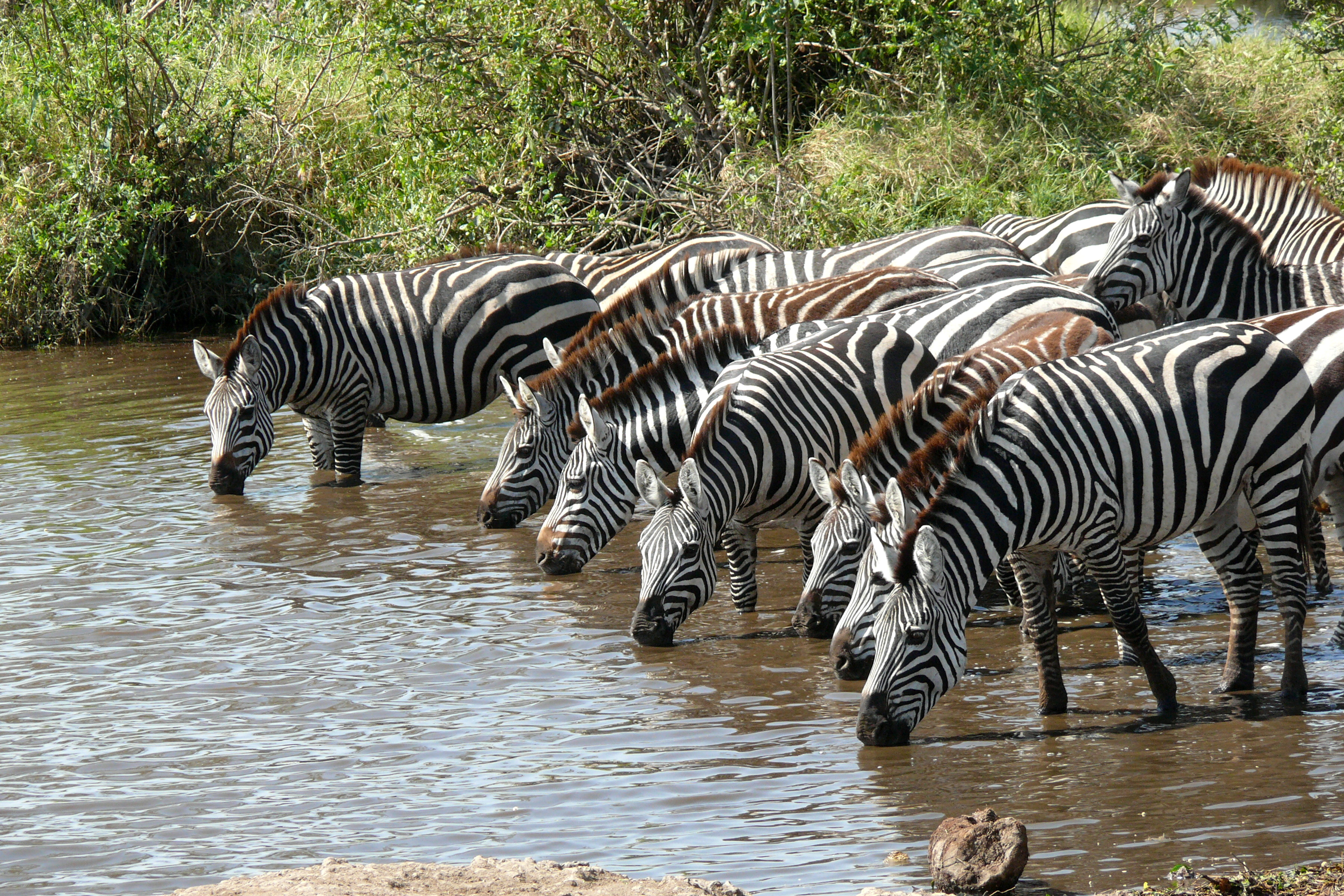
一群正在喝水的平原斑馬

### 棲息地
平原斑馬的分布相當廣，分布範圍從非洲東部的蘇丹和衣索比亞南部開始向南延伸，其範圍包括贊比亞、莫三比克、馬拉威，最後到達南非東部以及位在非洲西南部的安哥拉。在人類的捕獵活動興盛之前，蒲隆地和賴索托也曾是平原斑馬的棲息地。而在時間更早一點的新石器時代，阿爾及利亞也有可能是牠們的棲息地。
平原斑馬通常生活在沒有樹木的草原和熱帶原林地，跨越了熱帶及溫帶地區。不過，牠們一般不會在沙漠、茂密的熱帶雨林和永久性濕地生活。此外，牠們也會生活在肯尼亞山中海拔高度約4300公尺的地方。由於平原斑馬需要大量的食物和水，因此牠們會隨時往降雨的地方移動，且牠們一次可以走上700英里（1,100）來尋找食物。平原斑馬高度依賴於水，所以斑馬群通常會在距離水源區25～30公里處活動。
平原斑馬屬於群居動物，經常與斑紋角馬展開大規模遷徙，往返於肯亞馬賽馬拉國家保護區與坦尚尼亞塞倫蓋蒂國家公園之間。

### 天敵
平原斑馬的主要天敵是獅子和渡河時容易遇到的尼羅鱷。斑點鬣狗、非洲野犬、花豹也會捕食斑馬，但牠們對平原斑馬的威脅較為次要。

### 一般引用
- Alden, P. C., Estes, R.D., Schlitter, D., McBride, B. (1995). National Audubon Society Field Guide to African Wildlife. New York, Chanticleer Press, Inc. pg. 151
- Estes, R. (1991). The Behavior Guide to African Mammals, Including Hoofed Mammals, Carnivores, Primates. Los Angeles, The University of California Press. pgs. 242-246
- Groves, C.P. & Bell, H.B. 2004. New investigations on the taxonomy of the zebras genus Equus, subgenus Hippotigris. Mammalian Biology. 69: 182-196.
- Hack et al. . The IUCN Red List of Threatened Species 2002.   [17 June 2006].
- Hack et al. . The IUCN Red List of Threatened Species 2002.   [10 May 2006]. (Extinct subspecies of the Plains Zebra.)
- Higuchi et al. 1987. Mitochondrial DNA of the Extinct Quagga: Relatedness and Extent of Postmortem Change. Journal of Molecular Evolution 25:283-287.
- Kingdon, J. (1979). East African Mammals: An Atlas of Evolution in Africa, Volume 3, Part B: Large Mammals. Chicago, The University of Chicago Press. pgs. 165-179
- Klingel, H., 1969. Reproduction in the plains zebra Equus burchelli boehmi: behaviour and ecological factors. J. Reprod. Fertil., Suppl. 6: 339-345.
- Moelman, P.D. 2002. Equids. Zebras, Assess and Horses. Status Survey and Conservation Action Plan. IUCN/SSC Equid Specialist Group. IUCN, Gland, Switzerland. pgs. 43-57
- Moehlman, P. D. (2003). Grizmek's Animal Life Encyclopedia. Mammals IV. Detroit, The Gale Group, Inc. 15.
- Moss, C., Ed. (1982). Portraits in the Wild, Animal Behavior in East Africa. Chicago, The University of Chicago Press.